# Quattro Formaggi
Quattro Formaggi è un EP dei Dogstar ed è la prima pubblicazione ufficiale della band. È stato registrato agli A&M Studios di Hollywood, California.

## Tracce
1. Honesty Anyway – 3:17
2. Behind Her – 4:01
3. Return – 2:21
4. 32 Words – 3:16

## Formazione
- Bret Domrose – voce, chitarra
- Keanu Reeves – basso, cori
- Robert Mailhouse – batteria, percussione, cori

## Musicisti aggiuntivi
- Rajan Krishnaswami - violoncello
- Scott Ligocki - viola
- Kimberly Anne Zabelle - violino
- Simon James - violino

## Produzione
- Rick Parashar - produzione
- Jon Plum - ingegneria del suono
- Geoff Ott - ingegneria del suono (assistente)